# 1889 dans les chemins de fer
chronologie des chemins de fer
1888 dans les chemins de fer - 1889 - 1890 dans les chemins de fer

## Évènements

### Janvier
- 24 janvier.  France :   décret à Paris déclarant d'utilité publique le tramway funiculaire de Belleville sous le régime juridique d'une Voie ferrée d'intérêt local autorisée par le Conseil général de la Seine[1].

### Mars
- 22 mars.  France :   ouverture du tronçon Draguignan - Gare de Meyrargues sur la Ligne Central-Var.

### Juin
- 4 juin.  Suisse :   mise en service du chemin de fer à crémaillère du Pilate.

- 12 juin.  Royaume-Uni :   une catastrophe ferroviaire se produisit près d'Armagh (actuelle Irlande du Nord) quand les dernières voitures d'un train se détachèrent du reste du convoi dans une pente, la dévalèrent et heurtèrent le train suivant.  88 personnes, majoritairement des enfants, périrent dans ce qui était alors la plus grande catastrophe ferroviaire de l'histoire en Europe. À la suite de cet accident, le Parlement britannique adopta la Loi de Régulation des Chemins de fer, obligeant les compagnies à améliorer leurs systèmes de freinage et leur signalisation.

### Juillet
- 18 juillet, France : ouverture de la ligne d'Eyguières à Meyrargues.

- 31 juillet : fondation de la Compagnie de chemin de fer du Bas-Congo, filiale de la Compagnie du Congo pour le commerce et l’industrie chargée de construire la ligne Matadi-Léopoldville, est dotée de vastes territoires (616 000 ha)[2].

### Novembre
- 4 novembre : inauguration de la ligne de chemin de fer des Fagnes (Vennbahn) entre Aix-la-Chapelle (Allemagne) et Troisvierges (Luxembourg).

- 24 novembre.  Suisse :   mise en service de la ligne du chemin de fer Central Vaudois qui relie Échallens à Bercher, exploité par le L-E.

## Anniversaires

### Décès
- France : le 28 avril, François Prosper Jacqmin directeur de la Compagnie des chemins de fer de l'Est, quelques jours avant de prendre sa retraite[3].